# Hipster-hop
Le hipster-hop, un jeu de mots entre hipster et hip-hop, également connu sous le terme de hipster rap, est un sous-genre musical du hip-hop alternatif, ou spécifiquement du « hip-hop axé rock indépendant. »

## Étymologie
Selon le critique musical Matt Preira, du Miami New Times, le hipster-hop se caractérise par une « transition discernable du rap », dans laquelle des éléments de culture hipster sont incorporés. Preira affirme qu'« il s'agit d'un petit genre musical qui réussira à se populariser sans condition. »

## Caractéristiques
Pour résumer, le hipster-hop se caractérise par un son mêlant « 'pur' rap, hip-hop, R&B, pop, et rock. » Les critiques musicaux l'associent souvent avec des groupes originaires de Seattle et Washington, D.C comme Mad Rad (en), bien que ce groupe refuse d'être catégorisé dans ce genre.
Des musiciens hipster-hop, ou ceux associé au style, incluent Childish Gambino, Mikill Pane, Kid Sister, Kreayshawn, XV, Chiddy Bang, Macklemore, Azealia Banks, The Swank (en), Air Dubai (en),,,,. La chanson Clock de Beck, originaire de Stray Blues, est considéré comme du « hipster-hop figé » par AllMusic.